# The Girlie Show Tour
The Girlie Show (1993), este al patrulea turneu mondial al Madonnei. Acesta a vizitat pe lângǎ Europa, America de Nord și Japonia, pentru prima dată (și deocamdată singura) Australia, Israel, Turcia, Mexic și America de Sud. Acest turneu a avut rolul de a promova controversatul album Erotica. În ciuda insuccesului albumului, turneul a fost un mare succes, strângand 60.3 milioane de dolari, și primind o nominalizare la premiile Grammy pentru “Best Long Form Music Video”.